# 加藤和宏 (JRA)
加藤 和宏（かとう かずひろ、1956年3月4日 - ）は、日本中央競馬会（JRA）美浦トレーニングセンターに所属する調教師、元騎手。
1975年に中央競馬で騎手デビュー。所属する二本柳俊夫厩舎の主戦騎手として2年連続のJRA年度代表馬となったホウヨウボーイや、東京優駿（日本ダービー）優勝馬シリウスシンボリなど4頭の八大競走・GI級競走優勝馬に騎乗、またフリーとなってからもエリザベス女王杯に優勝したホクトベガなどに騎乗した。2005年に騎手を引退し、調教師に転身。主な管理馬にオーストラリアのGI競走オールエイジドステークスに優勝したハナズゴールがいる。
JRA元騎手で調教師の加藤士津八は長男。他に息子の1人が小島太厩舎の厩務員をしていた。
高崎競馬場に所属していた騎手で現在は金沢競馬場調教師の加藤和宏は同姓同名の別人である。

## 経歴

### 生い立ち
1956年、北海道夕張市に生まれる。父親は炭鉱労働者であったが、炭鉱業の斜陽を見越して加藤が小学2年生の時に一家で馬産地である浦河町に移り住んだ。中学時代には器械体操部に所属し、地域で有数の選手だったが、将来に騎手を志していたわけではなかった。中学3年次、調教師の二本柳俊夫が騎手候補生を探していたところ、近所の牧場が小柄で運動神経に優れた加藤を紹介。これがきっかけとなって中学校卒業後の1972年、馬事公苑騎手養成長期課程に第22期生として入所した。同期生には根本康広、佐々木晶三、西園正都、池添兼雄などがいる。

### 騎手時代
騎手課程修了後の1975年に騎手免許を取得し、二本柳厩舎所属でデビュー。初年度は4勝に終わったが、2年目から徐々に勝利数を増やしていく。1980年、厩舎所属馬ホウヨウボーイに騎乗して日経賞を制し、重賞初勝利を挙げる。同年末には同馬で有馬記念も制し、八大競走初制覇も果たした。同年、騎乗技術賞を初受賞。以後もホウヨウボーイで天皇賞（秋）、シャダイアイバーで優駿牝馬（オークス）、アンバーシャダイで天皇賞（春）などを次々と制した。この頃には「加藤は強い馬に乗っているから大レースに勝てている。運がいいだけ」という評もあったが、野平祐二はこの評価に異を唱え、最初から強い馬に乗っていたのならともかく、調教と実戦の積み重ねで馬を鍛錬する二本柳厩舎の特色に加藤の努力も寄与しているはずだと反論した。さらにその騎乗ぶりを評して「彼の騎手としての資質の良さは一に判断力にすぐれていること」「精神的なしたたかさ、渋太さは並のものではありません」とも述べている。また、馬主の西山茂行はこの頃の加藤を評して「かけねなく超一流の腕をもっていた」としている。1985年の日本ダービーではシリウスシンボリに騎乗、それまでに紆余曲折があったが、1番人気に応えて優勝を果たした（#シリウスシンボリの騒動）。
1989年、二本柳厩舎を離れ、フリーとなる。以後勝利数が30勝前後で安定、1993年のエリザベス女王杯では、ホクトベガに騎乗して二冠牝馬ベガ等を退け、馬場鉄志による「ベガはベガでもホクトベガ」の実況で知られる波乱を起こした。以後も毎年重賞を制し、1999年にはワールドクリークで地方競馬の統一GI競走・東京大賞典に優勝した。
2000年代以降は成績が下降線を辿る。2003年に息子・士津八の騎手デビューで親子騎手となったが、2年後の2005年に調教師免許を取得し、同年に騎手を引退した。通算6536戦610勝（うちJRA6476戦604勝）。競馬通信記者の加藤栄は、厩舎所属時代の加藤は二本柳の方針から他厩舎の馬に騎乗することが極端に少なく、フリーとなって以後は騎乗馬を集める営業力に欠けたと指摘し、「腕の割に勝利数が少ない」と評している。

### 調教師時代
2005年、美浦トレーニングセンターに厩舎を開業。初出走は同年5月28日東京競馬第4競走のビクトリアスで3着。初勝利は同年10月29日東京競馬第1競走のアリマエクセレントで、延べ54頭目であった。2012年3月3日のチューリップ賞をハナズゴールで制し、重賞初勝利。同馬はオーストラリア人馬主マイケル・タバートの希望で2014年からオーストラリア遠征を行い、調教助手に転身していた士津八らの帯同のもと、遠征3戦目のオールエイジドステークスに優勝し、調教師としての加藤ともどもGI初制覇を国外の競走で果たした。

## シリウスシンボリの騒動
加藤がシリウスシンボリと1985年のクラシック戦線に臨む際、同馬の馬主である和田共弘が二本柳に対し、騎手を岡部幸雄に替えるよう要求したことに端を発する騒動。シリウスシンボリは3歳時（1984年）に4戦2勝の成績であったが、敗れた2戦は1位入線も斜行・進路妨害により失格、スタートの出遅れから追い込み届かず2着という内容だった。和田は「加藤はシリウスに乗って一度ならず二度までもミスを犯している。降ろすのが当然だ。競馬というのは強い馬に最高のジョッキーを乗せるのが本来の姿だ。それがファンへの信頼にもつながる。いま日本で最高のジョッキーは岡部だ。だから私は岡部を乗せたい」と二本柳に迫り、対する二本柳は「加藤が岡部に比べて一枚も二枚も見劣るということは断じてないのだから、加藤を乗せる。だいいちデビュー前からゲート難のあったシリウスを一生懸命に矯正して一人前にした加藤の苦労はどうなるんだ」と反発した。和田はシリウスを畠山重則厩舎へ転厩させるが、これが同馬の日常の世話を続けた厩務員に対しても酷薄な仕打ちであるとして、厩務員組合が和田を糾弾する事態となった。折衝の末にシリウスは二本柳厩舎に戻り、「4歳初戦の若葉賞は岡部、日本ダービー前哨戦のNHK杯から加藤」という妥協案で合意した。しかしその後もずっとしこりは残り、それが後の和田の態度に繋がることとなった。
岡部が騎乗したシリウスは若葉賞を快勝したが、加藤で臨むはずだったNHK杯は脚部不安で回避となり、日本ダービーへは直行となった。加藤はこの日本ダービーで冷静な騎乗を見せ、騒動を振り払っての優勝を果たした。競走後のインタビューでは自らの好む映画『ロッキー2』の主人公に倣い、観客の面前で妻の名を叫んだ。和田は風邪を理由として競馬場に姿を見せず、競走後には「加藤のスパートは早すぎた」「ゴール後にガッツポーズをしたのは安全面へのプロ意識に欠ける」といったコメントを出した。日本ダービーのあとシリウスシンボリはヨーロッパ遠征を行い、加藤や二本柳の手を離れることになった。

## 成績

### 騎手成績
| 通算成績 | 1着 | 2着 | 3着 | 4着以下 | 騎乗回数 | 勝率 | 連対率 |
| -------- | --- | --- | --- | ------- | -------- | ---- | ------ |
| 平地     | 601 | 542 | 594 | 4,725   | 6,462    | .093 | .177   |
| 障害     | 3   | 0   | 0   | 11      | 14       | .214 | .214   |
| 計       | 604 | 542 | 594 | 4,736   | 6,476    | .093 | .178   |

上記のほか地方競馬で59戦6勝。
|            | 日付           | 競馬場・開催  | 競走名       | 馬名               | 頭数 | 人気 | 着順 |
| ---------- | -------------- | ------------- | ------------ | ------------------ | ---- | ---- | ---- |
| 初騎乗     | 1975年3月1日   | 1回中山3日6R  | 4歳上500万下 | マウントブラザー   | 10頭 | -    | 8着  |
| 初勝利     | 1975年9月14日  | 4回中山4日10R | 短距離特別   | ヤマエンザン       | -    | -    | 1着  |
| 重賞初騎乗 | 1976年5月9日   | 2回東京6日10R | NHK杯        | ユッカオンワード   | 16頭 | 15   | 15着 |
| 重賞初勝利 | 1980年3月30日  | 3回中山2日10R | 日経賞       | ホウヨウボーイ     | 10頭 | 2    | 1着  |
| GI初騎乗   | 1979年5月20日  | 3回東京2日10R | 優駿牝馬     | スイートサンクルー | 24頭 | 14   | 9着  |
| GI初勝利   | 1980年12月21日 | 5回中山8日9R  | 有馬記念     | ホウヨウボーイ     | 12頭 | 4    | 1着  |

#### 主な騎乗馬
※括弧内は加藤騎乗時の優勝重賞競走。
八大競走・GI競走優勝馬
- ホウヨウボーイ（1980年有馬記念、1981年天皇賞・秋など重賞3勝）
- シャダイアイバー（1982年優駿牝馬）
- アンバーシャダイ（1983年天皇賞・春など重賞5勝）
- シリウスシンボリ（1985年東京優駿）
- ホクトベガ（1993年エリザベス女王杯など重賞3勝）
- ワールドクリーク（1999年東京大賞典）

その他重賞競走優勝馬
- シャダイコスモス（1985年中山牝馬ステークス）
- ウインドストース（1987年中日新聞杯、函館記念、ダービー卿チャレンジトロフィー 1988年ダービー卿チャレンジトロフィー）
- サシオギ（1990年タマツバキ記念）
- ヒカルダンサー（1990年牝馬東京タイムズ杯）
- ダイナマイトダディ（1992年中山記念、京王杯スプリングカップ）
- ジャニス（1992年府中牝馬ステークス）
- ゴーゴーナカヤマ（1995年京成杯3歳ステークス）
- アジュディケーター（1996年京成杯3歳ステークス）
- アロハドリーム（1997年中京記念、函館記念）
- タヤスケーポイント（1999年マーチステークス、プロキオンステークス）
- ペインテドブラック（1999年青葉賞）
- ダイヤモンドビコー（2002年府中牝馬ステークス）

その他
- アイルトンシンボリ
- ウラカワチェリー
- オフサイドトラップ
- キョウトシチー
- ミスタートウジン
- オースミロッチ
- サマニベッピン

### 調教師成績
|            | 日付           | 競馬場・開催             | 競走名                   | 馬名               | 頭数 | 人気 | 着順 |
| ---------- | -------------- | ------------------------ | ------------------------ | ------------------ | ---- | ---- | ---- |
| 初出走     | 2005年5月28日  | 3回東京3日R              | 障害3歳上未勝利          | ビクトリアス       | 14   | 6    | 3着  |
| 初勝利     | 2005年10月29日 | 4回東京7日1R             | 2歳未勝利                | アリマエクセレント | 10   | 4    | 1着  |
| 重賞初出走 | 2005年8月14日  | 1回札幌2日9R             | クイーンステークス       | ホウザングラマー   | 14頭 | 14   | 12着 |
| 重賞初勝利 | 2012年3月3日   | 1回阪神3日11R            | チューリップ賞           | ハナズゴール       | 14頭 | 4    | 1着  |
| GI初勝利   | 2014年4月26日  | ロイヤルランドウィック6R | オールエイジドステークス | ハナズゴール       | 14頭 | 4    | 1着  |

#### おもな管理馬
GI競走優勝馬
- ハナズゴール（2012年チューリップ賞、2013年京都牝馬ステークス、2014年オールエイジドステークス）

その他の管理馬
- ホクトスルタン（庄野靖志厩舎へ転厩）
- ヒカルアヤノヒメ（名古屋競馬へ移籍）

## 主な厩舎所属者
- 水沼元輝（2022.3.1‐。騎手）